# Nematistius pectoralis
Nematistius pectoralis är en fiskart som beskrevs av Gill 1862. Nematistius pectoralis är ensam i släktet Nematistius och i familjen Nematistiidae. Inga underarter finns listade i Catalogue of Life.
Arten förekommer i östra Stilla havet i tropiska och subtropiska områden från Kalifornien till Galapagosöarna och Peru. Individerna blir vanligen 60 cm långa och de största exemplaren når en längd av 163 cm samt en vikt av nästan 52 kg. Nematistius pectoralis lever allmänt nära kusten. Ungarna vistas i pölar som skapas av tidvatten. Arten fiskas och säljs på marknader.
Fisken är mycket rörlig när den hamnar i fiskeredskap. Honor lägger ägg.